# Castel Rocchero
Castel Rocchero é uma comuna italiana da região do Piemonte, província de Asti, com cerca de 396 habitantes. Estende-se por uma área de 5 km², tendo uma densidade populacional de 79 hab/km². Faz fronteira com Acqui Terme (AL), Alice Bel Colle (AL), Castel Boglione, Castelletto Molina, Fontanile, Montabone.

## Demografia
| Variação demográfica do município entre 1861 e 2011                               |
|                                                                                   |
| Fonte: Istituto Nazionale di Statistica (ISTAT) - Elaboração gráfica da Wikipedia |